# کانون نویسندگان ایران

آرم کانون نویسندگان ایران

کانون نویسندگان ایران نهادی است فرهنگی-صنفی و غیرانتفاعی که ضرورت تأسیس آن از اوایل دهه چهل خورشیدی احساس شده بود و پس از تمهید مقدمات، سرانجام، در اردیبهشت سال ۱۳۴۷ خورشیدی به‌طور رسمی و علنی به عنوان نخستین تشکل صنفی و دموکراتیک اهل قلم فعالیتش را آغاز کرد. از چهل‌ونُه نویسنده همچون مؤسسان کانون نویسندگان ایران یاد می‌شود.
منشور کانون نویسندگان ایران بر اساس بیانیهٔ مذکور و نیز بیانیهٔ دیگری با عنوان موضع کانون نویسندگان ایران و نامهٔ مشهور به «متن ۱۳۴ نویسنده» (ما نویسنده‌ایم) نگاشته شده و در مجله تکاپو توسط منصور کوشان به چاپ رسید.
اعضای کانون نویسندگان را نویسندگان، مترجمان، ویراستاران و اهل قلم دارای شرایط مصوب اساس‌نامه تشکیل می‌دهند. کانون نویسندگان ایران بخشی است از انجمن جهانی قلم. اعضای کانون از دهه ۱۳۶۰ تاکنون با اعدام، ربودن به قصد قتل، کشته شدن در قتل‌های زنجیره‌ای، زندان و شکنجه، تبعید، سانسور و حذف فرهنگی رو به رو بودند. محمدجعفر پوینده و محمد مختاری از قربانیان قتل‌های زنجیره‌ای و همچنین هوشنگ گلشیری و اسماعیل خویی از اعضای کانون نویسندگان ایران بودند.

## پیشینه

### شکل‌گیری
روز یکم اردیبهشت سال ۱۳۴۷ در نشست پرشماری در خانهٔ جلال آل‌احمد، به‌آذین متنی را که دربارهٔ شکل‌گیری کانون نوشته بود، خواند. این نوشته، پس از بررسی، با اصلاحاتی زیر عنوان «دربارهٔ یک ضرورت» به تصویب حاضران رسید. حاضران با تأیید و امضای مرامنامه و اساسنامه بر آن صِحه گذاشتند و «کانون نویسندگان ایران» از آن لحظه به بعد، رسماً آغاز به کار کرد. بنا بر پیش‌بینی اساسنامه، ۴۹ تن از امضاکنندگان بیانیهٔ یکم اسفند ۱۳۴۶ -که در جلسه حضور داشتند- هیئت مؤسس نامیده شدند و از میان آن‌ها کمیسیونی مأمور شد که مقدمات انتخابات هیئت دبیران کانون را مطابق اساسنامه فراهم نماید. یکی-دو هفته بعد، در خانهٔ جعفر کوش‌آبادی انتخاب هیئت دبیران انجام شد.
اعضای هیئت مؤسّس کانون ۴۹ نویسنده بودند، از این قرار:
1. سیمین دانشور
2. مریم جزایری
3. فریده فرجام
4. غزاله علیزاده
5. داریوش آشوری
6. جلال آل احمد
7. شمس آل احمد
8. هوشنگ ابتهاج
9. نادر ابراهیمی
10. احمدرضا احمدی
11. بهرام اردبیلی
12. احمد اشرف
13. محمود اعتمادزاده
14. بیژن الهی
15. عبدالله انوار
16. رضا براهنی
17. بهرام بیضایی
18. عباس پهلوان
19. فریدون تنکابنی
20. حشمت جزنی
21. علی‌اصغر حاج‌سیدجوادی
22. غفار حسینی
23. علی‌اصغر خبره‌زاده
24. منوچهر خسروشاهی
25. اسماعیل خویی
26. اکبر رادی
27. نصرت رحمانی
28. یدالله رؤیایی
29. محمدرضا زمانی
30. محمد زهری
31. غلامحسین ساعدی
32. محمدعلی سپانلو
33. رضا سیدحسینی
34. اسماعیل شاهرودی
35. منوچهر شیبانی
36. منوچهر صفا
37. سیروس طاهباز
38. اسلام کاظمیه
39. سیاوش کسرایی
40. علی‌اکبر کسمایی
41. جعفر کوش‌آبادی
42. محمود مشرف آزاد تهرانی
43. سیروس مشفقی
44. حمید مصدق
45. فریدون معزی مقدم
46. کیومرث منشی‌زاده
47. نادر نادرپور
48. اسماعیل نوری علا
49. هوشنگ وزیری

اعضای نخستین هیئت دبیران عبارت بودند از: سیمین دانشور (که عملاً آرای جلال آل‌احمد، به دلیل خودداری وی از نامزدی برای هیئت دبیران، به او تعلق گرفته بود)، محمود اعتمادزاده (به‌آذین)، نادر نادرپور، سیاوش کسرایی، داریوش آشوری و اسماعیل خویی (اعضای اصلی)، غلامحسین ساعدی و بهرام بیضایی (اعضای علی‌البدل). رئیس کانون، سیمین دانشور؛ سخنگو، نادر نادرپور؛ بازرسان مالی، نادر ابراهیمی و فریدون معزی‌مقدم؛ صندوق‌دار، فریدون تنکابنی؛ منشی کانون، اسماعیل نوری‌علاء بود. اعضای کانون عمدتاً متمایل به جامعه سوسیالیست‌ها معروف به نیروی سوم، از احزاب متمایل به جبهه ملی بودند که از حزب توده ایران جدا شده بود. افراد متمایل به نیروی سوم نویسندگان توده‌ای را دعوت کردند که «بیانیه دربارهٔ کنگره نویسندگان» را امضا کنند و آنان نیز بدین ترتیب به مؤسسان کانون ملحق شدند.
در دوره اول فعالیت کانون چند جناح در آن وجود داشت: جناح آل احمد، جناح به آذین و بقیه بیطرف و میانه. ساواک با قانونی شدن کانون مخالفت کرد و مجوز ندادن حکومت شاهنشاهی به کانون نویسندگان و دستگیری و زندانی شدن بعضی از اعضای آن، و تهدید و ممنوع القلم کردن شمار دیگری از اعضا و محدود شدن فعالیت‌های کانون از سوی حکومت، و نیز مشکلات درونی و مرگ جلال آل احمد باعث شد فعالیت این دوره کانون در سال ۱۳۴۹ متوقف شود. با بسته شدن کانون بسته شدن مجراها برای بیان دیدگاه‌های انتقادی به اوج خود رسید، و عناصر کنشگر جوان روشنفکری را به سوی دو گروه چریکی رادیکال عمده، فدائیان خلق مارکسیست لنینیست و مجاهدین خلق مسلمان-سوسیالیست سوق داد.

### جرقه انقلاب ۱۳۵۷

روی جلد کتاب ده شب، ناصر مؤذن، انتشارات امیرکبیر، ۱۳۵۷

در پاییز ۱۳۵۶، ماه‌ها پیش از آن‌که حرکت‌های اعتراضیِ منتهی به قیام بهمن ۵۷ آغاز شود، گردهمایی ادبی جمعی از نویسندگان و شاعران ایران فضای سیاسی کشور را دگرگون کرد. شب‌های نویسندگان و شاعران در انستیتو گوته تهران و به ابتکار کانون نویسندگان ایران برپا شد که در آن شاعران و نویسندگان طی ۱۰ شب آشکارا حزب رستاخیز را محکوم کردند و از «خفقان» و «لجنزار بی‌قانونی‌های تنگ‌چشمانه» و «برداشت‌های فاشیستی نظام حاکم» سخن گفتند.
یرواند آبراهامیان در کتاب تاریخ ایران مدرن می‌گوید: «به دنبال برگزاری ده شب شعر توسط کانون به تازگی احیا شده نویسندگان ایران و انستیتو گوته در مهر ۱۳۵۶، نویسندگان که همگی از مخالفان سرشناس بودند به انتقاد از رژیم پرداختند و نهایتاً در شب پایانی این برنامه، شرکت کنندگان همگی به خیابان ریختند و با پلیس درگیر شدند. در این تظاهرات یک دانشجو کشته و هفتاد نفر زخمی و بیش از یکصد نفر دستگیر شدند. اعتراضات در تهران طی ماه‌های بعد به ویژه در روز ۱۶ آذر ادامه یافت. افراد دستگیر شده در این اعتراضات به دادگاه‌های غیرنظامی سپرده شدند که یا آزاد شدند یا محکومیت‌های سبکی گرفتند. این اقدام عملاً در حکم پیام آشکاری برای دیگران از جمله طلاب حوزه علمیه قم بود».

### پس از انقلاب ۱۳۵۷
در سال ۱۳۵۸ خورشیدی، هیئت دبیران کانون نویسندگان ایران که عبارت بودند از باقر پرهام، احمد شاملو، محسن یلفانی، غلامحسین ساعدی و اسماعیل خویی تصمیم به اخراج سیاوش کسرایی، به‌آذین، هوشنگ ابتهاج، فریدون تنکابنی و برومند گرفتند. این تصمیم نهایتاً به تأیید مجمع عمومی کانون نویسندگان ایران رسید و منجر به اخراج کل اعضاء توده‌ای، به همراه این پنج تن، از کانون نویسندگان ایران شد.
روز جمعه ۳ خرداد ۱۳۹۹ بنا بر گزارش کانون نویسندگان ایران، مأموران امنیتی از برگزاری مراسم بیستمین سالروز درگذشت احمد شاملو جلوگیری کردند.

## دستگیری و زندان
در سالیان پس از انقلاب اعضای کانون نویسندگان بارها دستگیر و محاکمه شده‌اند. با وجود این فضای اختناق اعضای کانون مراسمات سالانه ای چون بزرگداشت محمد مختاری و جعفر پوینده و احمد شاملو را هر ساله پاس داشته‌اند.
در آذر ۱۳۹۵در پی دعوت کانون نویسندگان ایران برای برگزاری مراسم هجدهمین سالگرد قتل جعفر پوینده و محمد مختاری در امامزاده طاهرِ کرج، روز جمعه (۱۲ آذر) نیروهای امنیتی تعدادی از اعضای کانون از جمله ناصر و مزدک زرافشان، محمد مهدی‌پور و بکتاش آبتین را دستگیر کردند.
در روز سه‌شنبه ۲۰ اسفند ۱۳۹۸ رضا خندان و بکتاش آبتین دو عضو هیئت دبیران کانون نویسندگان ایران که هر یک به شش سال زندان و کیوان باژن عضو هیئت دبیران سابق کانون نویسندگان که به سه سال و شش ماه زندان محکوم شده‌بودند، برای اجرای احکامشان فراخوانده شدند.
۲۴ تیر ۱۳۹۹ مأموران امنیتی با مراجعه به منزل میلاد جنت و تفتیش خانه وی، او را بازداشت کردند. روز پنج‌شنبه کانون نویسندگان ایران در بیانیه‌ای این عمل را محکوم کرد و خواستار آزادی فوری وی و دیگر زندانیان سیاسی و عقیدتی شد. در این بیانیه همچنین آمده است که «از نهاد بازداشت‌کننده و محل نگهداری این عضو خود کماکان اطلاعی ندارد.» و ادامه داد: «با گسترش دامنه اعتراض‌ها، حاکمان به سرکوب مردم معترض وسعت و شتابی افزونتر داده‌اند و بازداشت میلاد جنت در ادامه همین سرکوب‌ها است.»
در حال حاضر چهار تن از اعضای کانون نویسندگان ایران، رضا خندان (مهابادی)، آرش گنجی، هاله صفرزاده و علیرضا ثقفی، در زندان محبوسند و عضو دیگر کانون، کیوان مهتدی، بیش از هفتاد روز است که در بازداشت نیروهای امنیتی است.

## بیانیه‌ها و گزارش‌ها
- در سال ۱۳۷۳ خورشیدی، جمع مشورتی کانون نویسندگان در نامه‌ای با بیش از ۶۰ امضا به بازداشت علی‌اکبر سعیدی سیرجانی توسط وزارت اطلاعات جمهوری اسلامی، اعتراض و متن معروف «ما نویسنده‌ایم» را با ۱۳۴ امضا منتشر کرد.[۲۰] این نامه توسط منصور کوشان در مجله تکاپو چاپ شد.
- در ۲۲ آبان ۱۳۸۷، کانون نویسندگان با صدور بیانیه‌ای ۱۳ آذر را «به یاد جان‌باختگان آذر ۷۷»، «روز مبارزه با سانسور» اعلام کرد.[۲۱] همچنین در ۱۰ دی ۱۳۸۷ کانون با انتشار بیانیه‌ای «کشتار تبهکارانهٔ مردم غزه» را محکوم کرد.[۲۲]
- در روز دوم مهر ماه ۱۴۰۱ و در ۸مین روز اعتراضات پس از کشته‌شدن مهسا امینی کانون نویسندگان ایران با انتشار بیانیه ای با جنبش آزادی‌خواهی مردم ایران اعلام همبستگی کرد.[۲۳] در بخشی از این بیانیه آمده است: جنبشی که هم‌اکنون تقریباً همهٔ کشور را دربر گرفته است حاصل خشمی چهل ساله است.